# Estados Unidos en los Juegos Olímpicos de Sankt Moritz 1948
Estados Unidos estuvo representado en los Juegos Olímpicos de Sankt Moritz 1948 por un total de 69 deportistas, 59 hombres y 10 mujeres, que compitieron en 9 deportes.
El portador de la bandera en la ceremonia de apertura fue el piloto de skeleton John Heaton.

## Medallistas
El equipo olímpico estadounidense obtuvo las siguientes medallas:
| Nombre                                                     | Deporte               | Competición  |
| ---------------------------------------------------------- | --------------------- | ------------ |
| Oro                                                        |                       |              |
| William D'Amico Patrick Martin Edward Rimkus Francis Tyler | Bobsleigh             | Cuádruple M  |
| Gretchen Fraser                                            | Esquí alpino          | Eslalon F    |
| Dick Button                                                | Patinaje artístico    | Individual M |
| Plata                                                      |                       |              |
| Gretchen Fraser                                            | Esquí alpino          | Combinada F  |
| Ken Bartholomew                                            | Patinaje de velocidad | 500 M        |
| Robert Fitzgerald                                          | Patinaje de velocidad | 500 M        |
| John Heaton                                                | Skeleton              | Torneo M     |
| Bronce                                                     |                       |              |
| Schuyler Carron Frederick Fortune                          | Bobsleigh             | Doble M      |
| James Bickford Donald Dupree William Dupree Thomas Hicks   | Bobsleigh             | Cuádruple M  |